# Vernonopterus
Vernonopterus é um gênero de euriptérido, um grupo de artrópodes aquáticos extintos. Fósseis de Vernonopterus foram descobertos em depósitos do período Carbonífero na Escócia. O nome do gênero deriva da localização onde o único fóssil conhecido foi descoberto, o monte Vernon [en] perto de Airdrie em Lanarkshire, Escócia. Uma única espécie de Vernonopterus é reconhecida, Vernonopterus minutisculptus, baseada em tergitos fossilizados fragmentários, segmentos do lado superior do abdômen. O nome da espécie minutisculptus refere-se à ornamentação de escamas que cobre a totalidade das partes preservadas do euriptérido.
Embora pouco se possa dizer com confiança sobre a aparência de Vernonopterus, é provável que tenha sido semelhante a seus parentes dentro da família hibbertoptérida [en], Hibbertopterus e Campylocephalus. Os hibbertoptéridos eram grandes euriptéridos com cabeças e corpos largos e apêndices desenvolvidos para alimentação por varredura, uma técnica que envolvia adaptações em forma de lâmina para procurar comida no substrato de seu ambiente. Comparado tanto com Hibbertopterus quanto com Campylocephalus, Vernonopterus teria sido pequeno, atingindo comprimentos de cerca de 50 centímetros.

## Descrição

O tamanho estimado do Vernonopterus minutisculptus em comparação com um ser humano

Classificado como um membro da família hibbertoptérida [en] de euriptéridos, presume-se que Vernonopterus tenha sido, no geral, semelhante aos outros membros da família. Os escassos restos fósseis atribuídos ao euriptérido sugerem que era um animal grande e de corpo largo que provavelmente media cerca de 50 centímetros de comprimento.
Embora limitadas em número pela natureza fragmentária dos restos fósseis, algumas características distintivas de Vernonopterus foram estabelecidas. Em particular, os tergitos mais posteriores (mais para trás) tendem a se tornar cada vez mais trilobados (com uma forma que quase tem três lobos distintos). No meio dos tergitos, a ornamentação [en] (algo típico dos exoesqueletos de euriptéridos) forma uma série de tratos que quase se transformam em três cristas. Devido ao fato de os tergitos serem as únicas partes conhecidas de Vernonopterus, quase nada pode ser dito sobre outras partes de seu corpo, como a cabeça e os apêndices [en] (membros). É provável que se assemelhassem aos de seus parentes, nos quais a carapaça (exoesqueleto que cobre a cabeça) era grande e larga (semelhante ao resto do corpo), com apêndices desenvolvidos para alimentação por varredura, uma técnica que envolvia adaptações em forma de lâmina para procurar comida no substrato de seu ambiente.
As placas ventrais de Vernonopterus eram finamente granuladas (tinham uma superfície áspera), com pequenas escamas presentes perto das bordas posteriores das placas. No meio dos tergitos, a ornamentação é mais pronunciada do que em suas bordas, assumindo a forma de escamas semilunares (quase em forma de lua). Mais para trás no corpo do euriptérido, essas escamas se transformam em escamas maiores, agrupadas em grandes cristas longitudinais. Nas bordas dos tergitos posteriores, essas grandes escamas se projetam e formam estruturas semelhantes a crenulações. As cristas longitudinais dividem os tergitos de Vernonopterus em partes axiais (espinha) e pleurais (costelas), o que o diferencia de todos os outros hibbertoptéridos.

## História da pesquisa
O holótipo e único espécime conhecido de Vernonopterus foi descoberto pelo caçador de fósseis [en] local Robert Dunlop em estratos de carvão no monte Vernon [en], perto de Airdrie, em Lanarkshire, Escócia, em 1884. O fóssil, atualmente armazenado no Museu Real Escocês com o número de espécime 1957.1.4992, consiste em uma série de tergitos fragmentários. Ele não foi descrito cientificamente até 1905, quando o geólogo britânico Ben Peach descreveu o espécime e o atribuiu a uma nova espécie do gênero Glyptoscorpius (um nome hoje reconhecido como sinônimo de Adelophthalmus) como Glyptoscorpius minutisculptus. A descrição de Peach foi criticada por pesquisadores posteriores como inadequada e, de certa forma, enganosa. Peach considerou que o horizonte do fóssil provava que Glyptoscorpius era um animal terrestre, uma vez que foi preservado ao lado de fósseis de plantas. O nome específico minutisculptus refere-se à ornamentação que cobre a totalidade das porções preservadas do animal.
O espécime recebeu uma descrição mais completa do geólogo britânico Charles D. Waterston em 1957, que em vez disso o referiu ao gênero Eurypterus como Eurypterus minutisculptus. A essa altura, ele havia sido envolto em um colar de embalagem de "fibrenyle" (um tipo de plástico) para dar resistência e preservar o fóssil muito frágil. Características reveladas durante o segundo exame do fóssil por Waterston em 1968 deixaram claro que o euriptérido não era cogenérico com espécies conhecidas de Eurypterus, nem parte da subordem  Eurypterina (euriptéridos que possuíam nadadeiras) de forma alguma. Em vez disso, Waterston inferiu que Eurypterus minutisculptus tinha sido muito claramente um euriptérido de corpo largo e grande, embora nenhuma declaração detalhada sobre o prossoma (cabeça), apêndices e o telson (a divisão mais posterior do corpo, muitas vezes na forma de um espigão caudal) pudesse ser feita, pois essas porções do corpo eram desconhecidas. Waterston criou um novo gênero para conter a espécie, Vernonopterus, com o nome derivando do local onde o fóssil foi encontrado, o monte Vernon. Waterston referiu o novo gênero à família "Woodwardopteridae" (agora referida como  Mycteroptidae), mas nenhuma razão específica foi dada.
Vernonopterus foi atribuído a Hibbertopterus pelo paleontólogo cubano Erik N. Kjellesvig-Waering em 1966 como Hibbertopterus minutisculptus, mas ele notou que essa classificação não era certa. Semelhanças entre o espécime de Vernonopterus e espécimes referidos a Dunsopterus (hoje reconhecido como um sinônimo júnior de Hibbertopterus) foram notadas por Waterston e pelo paleontólogo norueguês Leif Størmer [en] em 1968. Pesquisadores modernos classificam o gênero dentro da família Hibbertopteridae, em vez disso, às vezes notando que sua posição é um tanto incerta devido à sua natureza fragmentária.

## Classificação

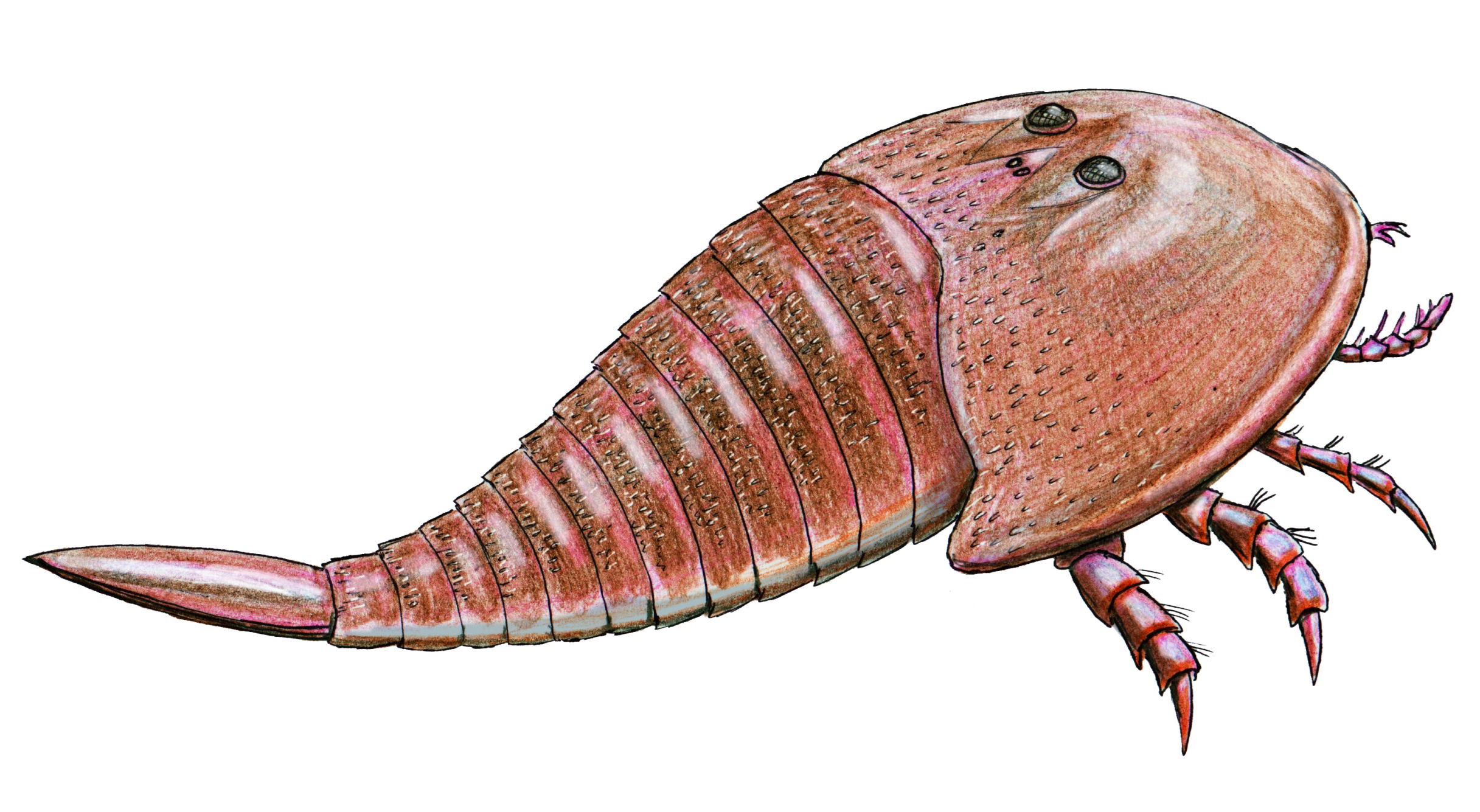
Reconstrução do Hibbertopterus, um euriptérido en mais completamente conhecido.

Vernonopterus é classificado como parte da família Hibbertopteridae, uma família de euriptéridos dentro da superfamília  Mycteropoidea, ao lado dos gêneros Hibbertopterus e Campylocephalus. O gênero contém uma espécie; Vernonopterus minutisculptus do Carbonífero de Lanarkshire, Escócia.
Os hibbertoptéridos são unidos como um grupo por serem grandes micteropoides com prossomas largos, um telson hastado (em forma de gládio, uma espada romana), com quilhas pareadas no lado ventral, ornamentação consistindo de escamas ou outras estruturas semelhantes no exoesqueleto, o quarto par de apêndices possuindo espinhos, os tergitos mais posteriores do abdômen possuindo escamas em forma de língua perto de suas bordas e havendo lobos posicionados posterolateralmente (posteriormente em ambos os lados) no prossoma.
As características de Campylocephalus e Vernonopterus deixam claro que ambos os gêneros representam euriptéridos hibbertoptéridos, mas a natureza incompleta de todos os espécimes fósseis a eles referidos torna difícil qualquer estudo mais aprofundado das relações filogenéticas precisas dentro da família Hibbertopteridae. Ambos os gêneros poderiam até representar sinônimos do próprio Hibbertopterus, embora a natureza altamente incompleta de seus restos novamente torne essa hipótese impossível de confirmar.
Ao comparar a ornamentação de vários hibbertoptéridos em 2019, a geóloga americana Emily Hughes pôde concluir que vários gêneros eram na verdade cogenéricos, subsumindo alguns hibbertoptéridos anteriormente reconhecidos (como Cyrtoctenus) em Hibbertopterus. Ela notou que a ornamentação distinta de Vernonopterus o apoiava como um gênero distinto.

## Paleoecologia
Vernonopterus viveu durante a idade Westphaliana [en] na atual Lanarkshire, Escócia. Embora provavelmente não fossem presas de Vernonopterus, uma fauna contemporânea diversificada de peixes actinopterígios é conhecida de Lanarkshire, incluindo espécies como  Rhadinichthys ornatocephalum, Rhadinichthys glabrolepis, Rhadinichthys plumosum, Pseudogonatodus aurulentum e Lanarkichthys gardineri. Dentro dessa diversidade de actinopterígios, há muitos peixes haplolepídeos, um grupo pequeno e basal, conhecidos, incluindo Blairolepis wallacei, Parahaplolepis poppaea, Parahaplolepis elenae, Parahaplolepis alexandrae, Braccohaplolepis fenestratum, Andrewsolepis lochlani, Protohaplolepis isabellae, Protohaplolepis limnades, Protohaplolepis traquairi, Pyritocephalus youngii e Millerolepis eleionomae. Vernonopterus e esses peixes teriam vivido em um ambiente de água doce salobra.
Hibbertoptéridos como Vernonopterus eram alimentadores de varredura, tendo espinhos modificados em seus apêndices prossomais voltados para a frente que lhes permitiam vasculhar o substrato de seus ambientes. Embora a alimentação por varredura tenha sido usada como estratégia por muitos gêneros dentro da subordem Stylonurina [en], ela foi mais desenvolvida nos hibbertoptéridos, que possuíam lâminas no segundo, terceiro e quarto par de apêndices. Algumas espécies do gênero aparentado Hibbertopterus tinham raques (eixos) em forma de pente especializadas que eram capazes de aprisionar pequenas presas e outras partículas de comida orgânica.
Embora fossem lentos devido ao seu tamanho maciço e forma robusta, estudos sobre pegadas de Hibbertopterus descobertas na Escócia demonstraram que os hibbertoptéridos teriam sido capazes de andar em terra por pelo menos curtos períodos de tempo. As pegadas descobertas indicam que eles teriam utilizado um movimento pesado, brusco e de arrasto, e que a barriga quilhada e o telson deixavam um sulco central para trás. Alguns estudos sugerem que os euriptéridos possuíam um sistema respiratório duplo (capaz de respirar tanto no ar quanto debaixo d'água), o que teria permitido esse tipo de movimento terrestre ocasional.